# Chris Cohen
Pour les articles homonymes, voir Cohen.
Christopher David Cohen, né le 5 mars 1987 à Norwich, est un footballeur anglais évoluant au poste de latéral gauche ou milieu de terrain. 
Il a joué de 2007 jusqu'à 2018 pour le club de Nottingham Forest, comptabilisant 305 matchs avec les Forest.

## Biographie

### West Ham United
Alors qu'il jouait pour un club amateur, il est repéré à l'âge de 6 ans par le club de West Ham United. Il fait ses débuts avec l'équipe professionnelle à l'âge de 16 ans, le 13 décembre 2003 en étant remplaçant lors d'un match face à Sunderland AFC, victoire (3-2). 

### Nottingham Forest
Le 6 juillet 2007, Chris signe un contrat de quatre ans au Nottingham Forest d'un montant de 1,2M£, en provenance du club de Yeovil Town, en même temps que son coéquipier Arron Davies. 
Le 22 mai 2009, il y signe un nouveau contrat de quatre ans.

### Retraite
Le 28 avril 2018, il annonce prendre sa retraite professionnelle après avoir passé 11 ans chez les Forest.

## Distinction personnelle
Nottingham Forest
- Joueur de l'année : 2008-2009

## Statistiques détaillées
| Saison      | Club              | Pays         | Championnat        | Coupes nationales |
| ----------- | ----------------- | ------------ | ------------------ | ----------------- |
| 2007 - 2008 | Nottingham Forest | League One   | 41 matchs / 2 buts | 4 matchs          |
| 2008 - 2009 | Nottingham Forest | Championship | 41 matchs / 2 buts | 5 matchs / 2 buts |
| 2009 - 2010 | Nottingham Forest | Championship | 46 matchs / 4 buts | 5 matchs          |
| 2010 - 2011 | Nottingham Forest | Championship | 37 matchs / 2 buts | 3 matchs          |
| 2011 - 2012 | Nottingham Forest | Championship | 7 matchs           | 2 matchs          |

Dernière mise à jour le 30 octobre 2011